# 伊号第三十五潜水艦
伊号第三十五潜水艦（いごうだいさんじゅうごせんすいかん、旧字体：伊號第三十五潜水艦）は、大日本帝国海軍の伊十五型潜水艦（巡潜乙型）の16番艦。
当初は伊号第四十五潜水艦と命名されていたが、1941年（昭和16年）11月1日に伊号第三十五潜水艦と改名されている。

## 艦歴
1939年（昭和14年）の第四次海軍軍備補充計画（④計画）により1940年（昭和15年）9月2日に三菱重工業神戸造船所で起工。1941年（昭和16年）9月24日に進水。1942年（昭和17年）8月31日に竣工。竣工と同時に呉鎮守府所属となり、伊34、特設潜水母艦満珠丸（大阪商船、7,266トン）と共に訓練部隊である呉鎮守府呉潜水戦隊を編成する。
11月15日、第五艦隊直卒となる。
28日、伊35は呉を出港し、12月1日に大湊に到着。輸送物資を搭載し、2日に出港。8日にキスカに到着して輸送物資を降ろした後出港し、アムチトカ島南方20km地点付近に到達して哨戒を行う。14日、哨戒区域を離れ、20日に幌筵に到着。25日、輸送物資を載せて幌筵を出港し、31日にキスカに到着して輸送物資を降ろした後出港し、アダック島北東沖に進出して哨戒を行う。1943年（昭和18年）1月7日、アッツ北東沖で発見した米巡洋艦の攻撃に向かったが、発見することはなかった。10日、キスカ南方沖に移動。17日、キスカに到着。
18日、伊35はキスカを出港し、キスカとアムチトカ島の南方沖の哨戒を行った。23日、幌筵からキスカへ輸送物資を輸送中の軽巡洋艦木曾、駆逐艦若葉の2隻が浮上航走中の「敵の潜水艦」を発見したため、反転し幌筵島に帰投。その後、「敵の潜水艦」を発見した海域で伊35が哨戒を行っていることが判明している。30日、アムチトカ島近海に進出して哨戒。2月14日、キスカに到着して北海守備隊の職員を乗せて出港。アッツに到着して便乗者を降ろした後出港し、横須賀に戻った。
3月27日、伊35は横須賀を出港し、4月1日に幌筵に到着。4トンの補給物資と弾薬、第51根拠地隊の一部を乗せて出港。同日、第六艦隊第1潜水戦隊第15潜水隊に編入。
8日にキスカに到着して輸送物資と便乗者を降ろした後出港し、13日に幌筵に到着。16日、弾薬と補給物資、陸軍兵士若干を乗せて幌筵を出港。20日にキスカに到着して輸送物資と便乗者を降ろした後出港し、24日に幌筵に到着。27日、輸送物資を乗せて幌筵を出港し、5月1日にキスカに到着。輸送物資を降ろした後出港。11日、アッツ島の戦いによりアッツ近海に移動。15日、アッツ島ホルツ湾で揚陸中の米攻撃兵員輸送艦J・フランクリン・ベル(USS J. Franklin Bell, APA-16)を発見。その近くには米戦艦ペンシルベニア(USS Pennsylvania, BB-38)がいた。伊35は軽巡洋艦と判断した目標へ向け魚雷6本を発射。1140、魚雷4本がJ・フランクリン・ベルの両舷外とペンシルベニアの後方を通過した。駆逐艦2隻によりソナー探知された伊35は合計58発もの爆雷を投下されて損傷するも、退避することに成功した。19日、幌筵に到着。27日、幌筵を出港し、6月2日1700に呉に到着。17日に呉を出港して神戸に移動し修理を受ける。

## 最後の出撃
9月中旬、修理を完了して呉に戻った伊35は呉を出港し、18日にトラックに到着。10月11日、トラックを出港してウェーク島へ向かった。23日、ハワイ近海に進出。11月13日、エスピリトゥサント島北西沖に進出。19日、米軍のギルバート諸島来襲により、伊19、伊39、伊169、伊175と共に甲潜水部隊を編成し、タラワ近海に進出。20日、タラワ南西70浬地点付近で、米護衛空母サンガモン(USS Sangamon, CVE-26)、スワニー(USS Suwannee, CVE-27)、シェナンゴ(USS Chenango, CVE-28)とその護衛の駆逐艦からなる米第53.6任務部隊を発見と報告。22日夜に以下の通信を打電したのを最後に消息不明。
```
本艦の被害状況を調査した結果、航行不能帰還できず。本艦明朝を期し、敵艦隊に突入せんとす。各艦の健闘を祈る。イ三五号　潜水艦長
```

アメリカ側記録によると、23日1400、米戦艦テネシー(USS Tennessee, BB-43)を旗艦とする米第53.4任務部隊を護衛中の米駆逐艦ミード(USS Meade, DD-602)が潜水艦の推進器音を聴取。米駆逐艦フレイジャー(USS Frazier, DD-607)と共に爆雷攻撃を5回行った。ミードの爆雷攻撃の後、潜水艦が浮上してきた。ミードとフレイジャーは主砲と40mm機銃による射撃を開始。1751、フレイジャーは潜水艦の左舷司令塔後方に体当たりを行い、潜水艦の耐圧隔壁を破壊したが、フレイジャーも艦首が大破した。1754、潜水艦は艦尾から沈没。ミードとフレイジャーは生存者の救助のためボートを降ろし、ミードが3名を救助したが、4人目の生存者は救助しようと近づくボートに向けて拳銃を発砲したためやむなく射殺された。救助した捕虜を尋問したところ、潜水艦は伊35であると話した。艦長の山本秀男少佐以下乗員92名戦死。沈没地点はタラワ環礁のベシオ島西方沖、北緯01度22分 東経172度47分 / 北緯1.367度 東経172.783度。
1944年（昭和19年）1月10日、ギルバート諸島方面で亡失と認定され、4月10日に除籍された。

### 沈没時の主な乗員
- 潜水艦長 - 山本秀男 中佐
- 機関長 - 浜田金治 中佐
- 水雷長 - 阿部恒司 少佐
- 航海長 - 小針佳男 大尉
- 砲術長 - 釜谷守保 大尉

全95名 （沈没時91名死亡、1名射殺、3名救助。）
※階級は、戦死確認後の最終階級。

## 歴代艦長
※『艦長たちの軍艦史』410頁による。

### 艤装員長
1. 山本秀男 少佐：1942年5月23日 -

### 艦長
1. 山本秀男 少佐：1942年8月31日 - 1943年11月22日戦死